# Ludwig David Morenz
Ludwig David Morenz (Leipzig, 4 de abril de 1965) é um egiptólogo alemão. Recebeu seu doutorado pela Universidade de Leipzig e habilitação pela Universidade de Tubinga. Seus campos de pesquisa incluem as origens da escrita, literatura e sociedade egípcia antiga, e os estudos europeus da era renascentista e barroca sobre o Antigo Egito. Desde 2009 é professor de egiptologia da Universidade de Bonn.